# Morten Hjulmand
Morten Blom Due Hjulmand mais conhecido por Morten Hjulmand (Kastrup, 25 de junho de 1999) é um futebolista dinamarquês que atua como médio defensivo. Atualmente, joga no Sporting CP.

## Carreira

### Início
Morten iniciou sua carreira futebolística nas Categorias de Base do F.C. København, equipe de seu país natal, mas não chegou a se profissionalizar pelo clube. Em maio de 2018, abdicou de sua residência na Dinamarca para ir à Áustria para se juntar ao time sub-19 do Admira Wacker em um contrato válido até junho de 2022.

### Admira Wacker

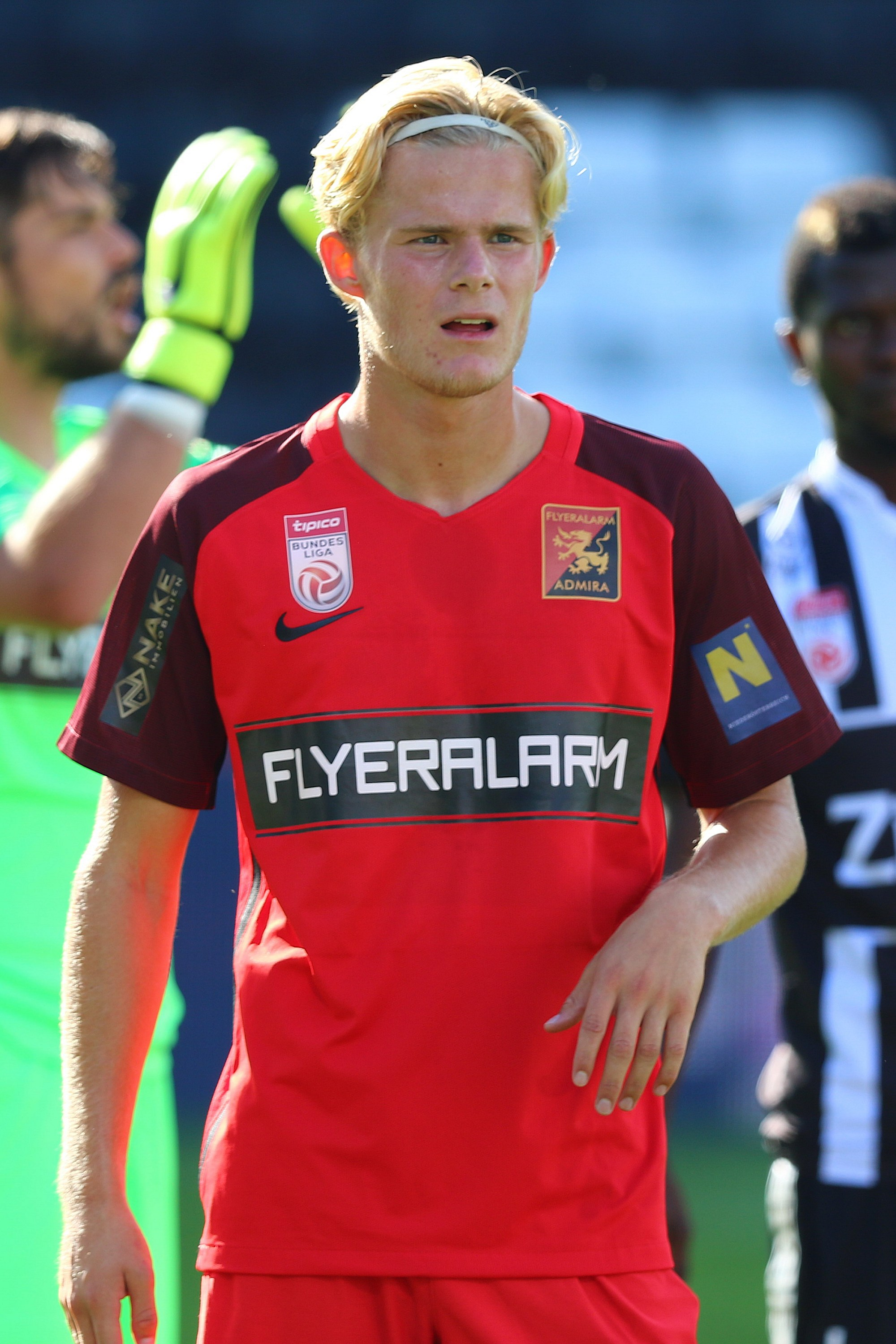
Hjulmand em 2018.

Ao chegar no FC Admira Wacker Mödling, estreou em uma derrota por 1–0 na Copa da Áustria de Futebol diante o SC Neusiedl/See na temporada 2018–19. Ao longo de sua passagem no clube, Hjulmand não tiver nenhuma grande campanha nesta competição.
Ainda nesta primeira época, entrou em campo nos Play-Offs da Liga Europa da UEFA, e chegou a dar uma assistência em uma derrota por 3–1 diante o PFK CSKA Sofia que os impedira de alcançar a Fase de Grupos.
Ademais, Morten continuou sua campanha pela equipe austríaca atuando por diversas posições do meio de campo. Durante a Campeonato Austríaco de Futebol de 2018–19, Hjulmand foi um titular frequente, apesar da pouca idade, e teve como seu grande momento de destaque uma partida diante o SV Mattersburg – onde sofreu um pênalti aos 43 minutos e deu uma assistência aos 83 para garantir o empate em 2–2.
Na temporada seguinte, conseguiu fazer seu único gol com a camisa do Admira na 11ª rodada. Em uma vitória por 4–1 sob o SCR Altach, Morten abriu o placar aos 11 minutos e dez minutos depois deu uma assistência para ampliar o placar.
Hjulmand novamente apossou-se da titularidade e performou com o clube consistentemente ao longo de todo o ano, porém, a falta de sucessos coletivos, advindos de muita inconsistência coletiva, fazia com que o Admira nunca tivesse nenhuma época de sucesso durante o período em que o dinamarquês compunha o elenco austríaco. Assim, foi durante a temporada 2020–21, onde sequer performou com o clube no segundo semestre, deixou a Primeira Divisão Austríaca para ir à Itália, onde teria mais momentos de destaque e sucessos coletivos.

### Lecce
Em 16 de janeiro de 2021, Hjulmand assinou um contrato de quatro temporadas com o Unione Sportiva Lecce, que atuava na Série B Italiana por um valor de 170 mil euros.
Novamente mostrou-se muito sólido performando como um meio-campista e tão logo assumiu a titularidade. Somado a um talento coletivo, a equipe obteve vaga aos Play-Offs de Acesso, mas não venceram o Venezia Football Club nos dois primeiros jogos e não puderam disputar a Primeira Divisão.
Mesmo com o insucesso, Hjulmand permaneceu na Itália e performou integralmente a Série B de 2021–22. Ainda que sem fazer gols, o jogador foi uma das peças mais utilizadas da equipe, atuando por 90 minutos de maneira tão frequente que só foi substituído em quatro oportunidades durante todo o Campeonato.
O sucesso coletivo logo veio, após frequentes vitórias e conquistas de pontos relevantes, o Lecce acumulou 71 pontos e garantiu o título nacional e pôs-se novamente dentro da Elite do Futebol Italiano.

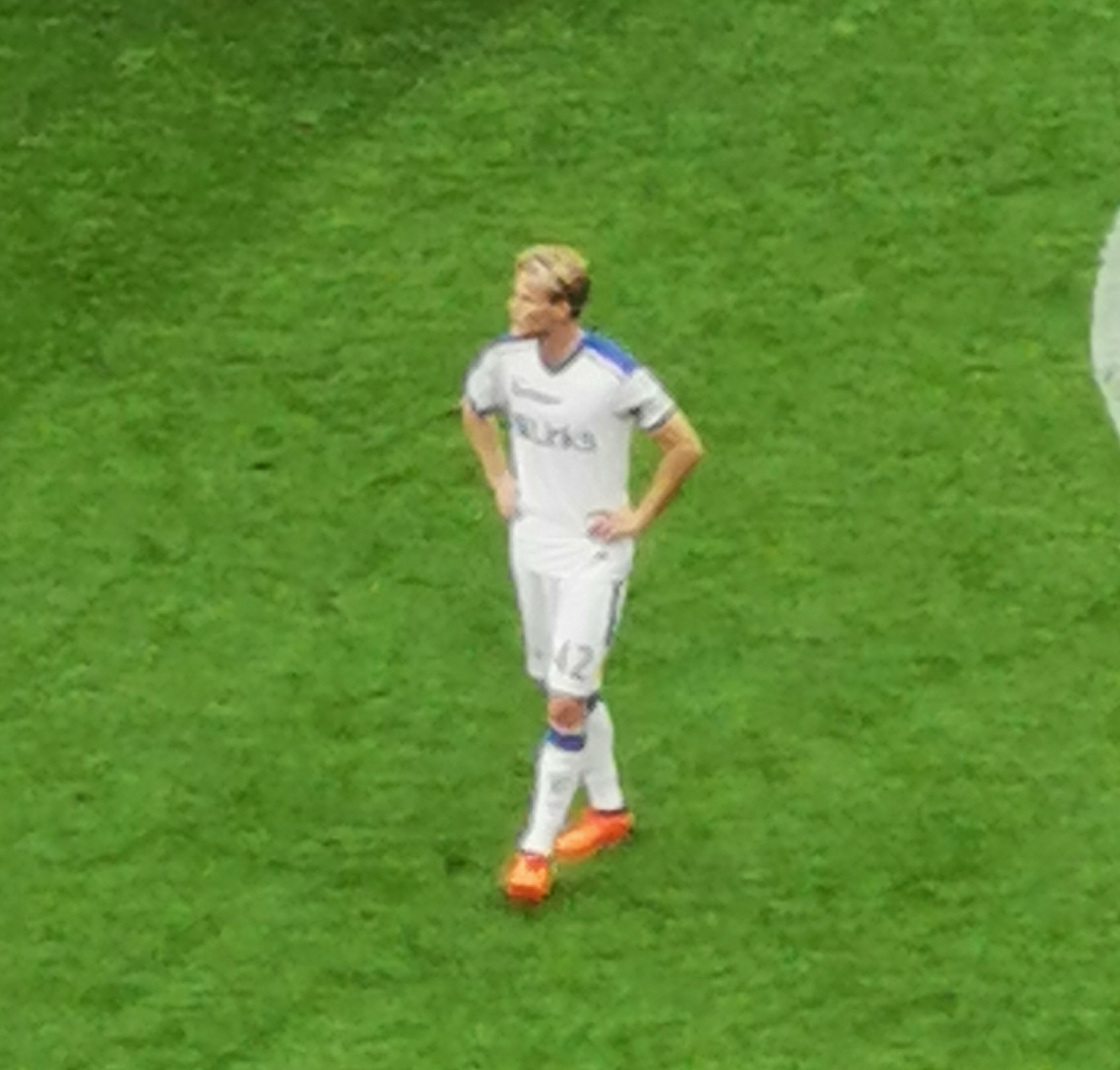
Hjulmand pelo Lecce em 2023.

Após apenas 18 meses na equipe, assumiu o posto de Capitão do Lecce assim que Fabio Lucioni deixou o clube. Hjulmand liderou a equipe durante toda a campanha do Campeonato Italiano de Futebol de 2022–23, e tornou-se o jogador mais jovem a assumir este posto na história do time, alcançando este feito aos 23 anos.
A performance do jogador foi deveras positiva, além de líder técnico, o dinamarquês ajudou a equipe com quatro assistências que contribuíram diretamente para conquista de oito pontos. Dessa forma, o Lecce somou 36 pontos e atingiu a 16ª colocação na Tabela. Portanto, permaneceu na Primeira Divisão ficando cinco pontos a frente do Spezia, primeiro time dentro da Zona de Rebaixamento.
Destaque da Série A como o jogador com o maior número de Bolas Recuperadas em toda Liga, o nome do jogador tornou-se muito visado pelo seu dinamismo e visão de jogo. Buscando melhores oportunidades na carreira, Hjulmand deixou o clube em agosto de 2023 por uma taxa de 18 milhões de euros.

### Sporting

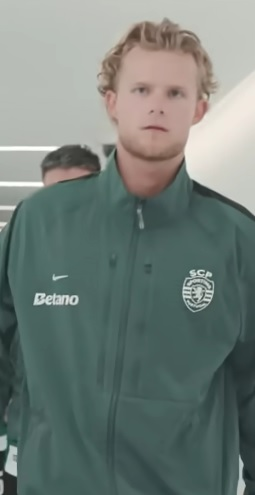
Hjulmand em 2024 pelo Sporting.

Em 13 de agosto de 2023, Hjulmand assinou com o Sporting Clube de Portugal por 18 milhões de euros e se tornou o segundo jogador mais caro da história do clube de Lisboa, atrás apenas de seu companheiro Viktor Gyökeres.
O seu primeiro jogo ao serviço do clube de Alvalade foi em Agosto, contra o Casa Pia, substituindo Marcus Edwards. No mesmo mês, estreou-se a titular, em casa, frente ao Famalicão, saindo ao minuto 84. O primeiro golo surgiu em setembro, no Estádio de Alvalade, quando abriu o marcador contra o Moreirense. Na temporada de estreia ajudou a conquistar o Campeonato Nacional.
Morten Hjulmand foi eleito o melhor futebolista do ano de 2024 na Dinamarca. O prémio Jogador do Ano é o prémio individual mais prestigiado para futebolistas dinamarqueses, uma vez que são os próprios colegas a decidirem quem recebe.
Com a saída de Sebastian Coates, o treinador Rúben Amorim promoveu-o a capitão da equipa, apesar de apenas ter uma época ao serviço do clube. Na temporada 2024–25, reconquista a Primeira Liga e vence a Taça de Portugal. Ademais, integrou pela segunda vez consecutiva o Onze do Ano da Liga Portuguesa.

## Seleção Nacional

### Dinamarca
Enquanto ainda performava na Base do F.C. København, o jogador atuou nas equipes dinamarqueses sub-18 e sub-19. Eventualmente, continuou nas Bases até, em 2023, ser convocado pela primeira vez à Seleção Dinamarquesa de Futebol principal – onde estreou no dia 7 de setembro em uma golada de 4–0 diante San Marino.
Futuramente, integrou o elenco da Dinamarca na Euro 2024. Na campanha que parou nas Quartas de Final, Morten tivera destaque em seu segundo jogo, pois empatou a partida em 1–1 contra a Inglaterra fazendo um gol aos 34 minutos.
Hjulmand também compôs o elenco da Liga das Nações da UEFA de 2024–25. Ele foi figura frequente nas partidas, mas contemplou a eliminação diante a Seleção Portuguesa de Futebol nas Quartas de Final em uma goleada por 5–2 no jogo de volta, vencido pelos portugueses apenas na prorrogação.

## Títulos

### Lecce
- Série B: 2021–22[12]

### Sporting
- Primeira Liga: 2023–24, 2024–25[30]
- Taça de Portugal: 2024–25[31]

### Individual
- Futebolista Dinamarquês do Ano: 2024
- Time do Ano da Primeira Liga: 2023–24, 2024–25